# Sven Petterson (xylograf)
Sven Pettersson, född 23 augusti 1865 i Göteborg, död 17 oktober 1915 i Göteborg, var en svensk xylograf.
Han var son till smedgesällen Johannes Pettersson och Charlotta Carlström. Efter avslutad skolgång kom han att bli lärling till en xylograf. Från 1880-talet fram till sin död kom han att utföra ett stort antal xylografier för publikationer och reklamändamål. Ett stort antal av hans bilder består av Göteborgsmotiv och bland hans bevarade arbeten kan man se att han visar stor hantverksskicklighet. 

## Bildgalleri

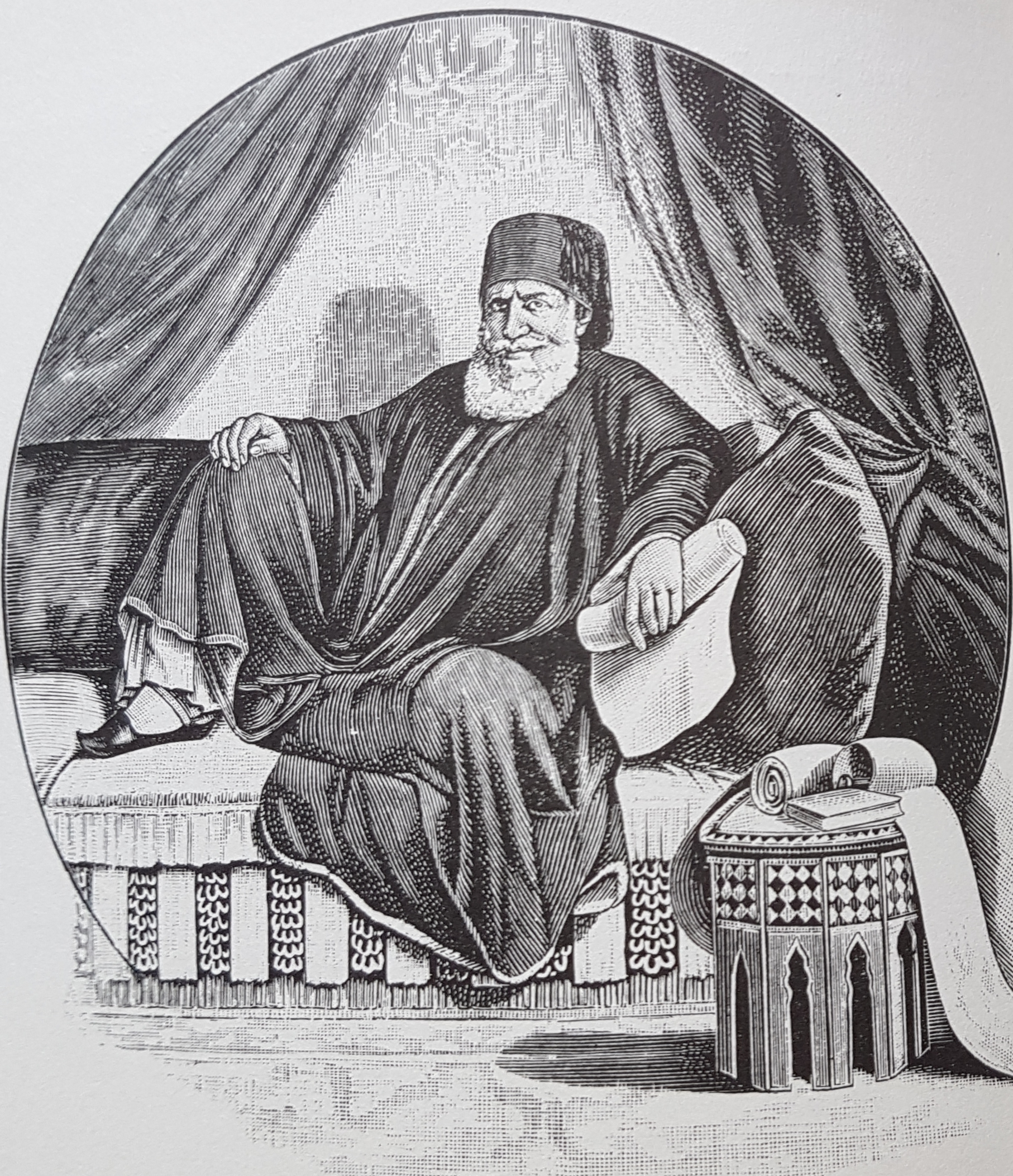
Liggande man
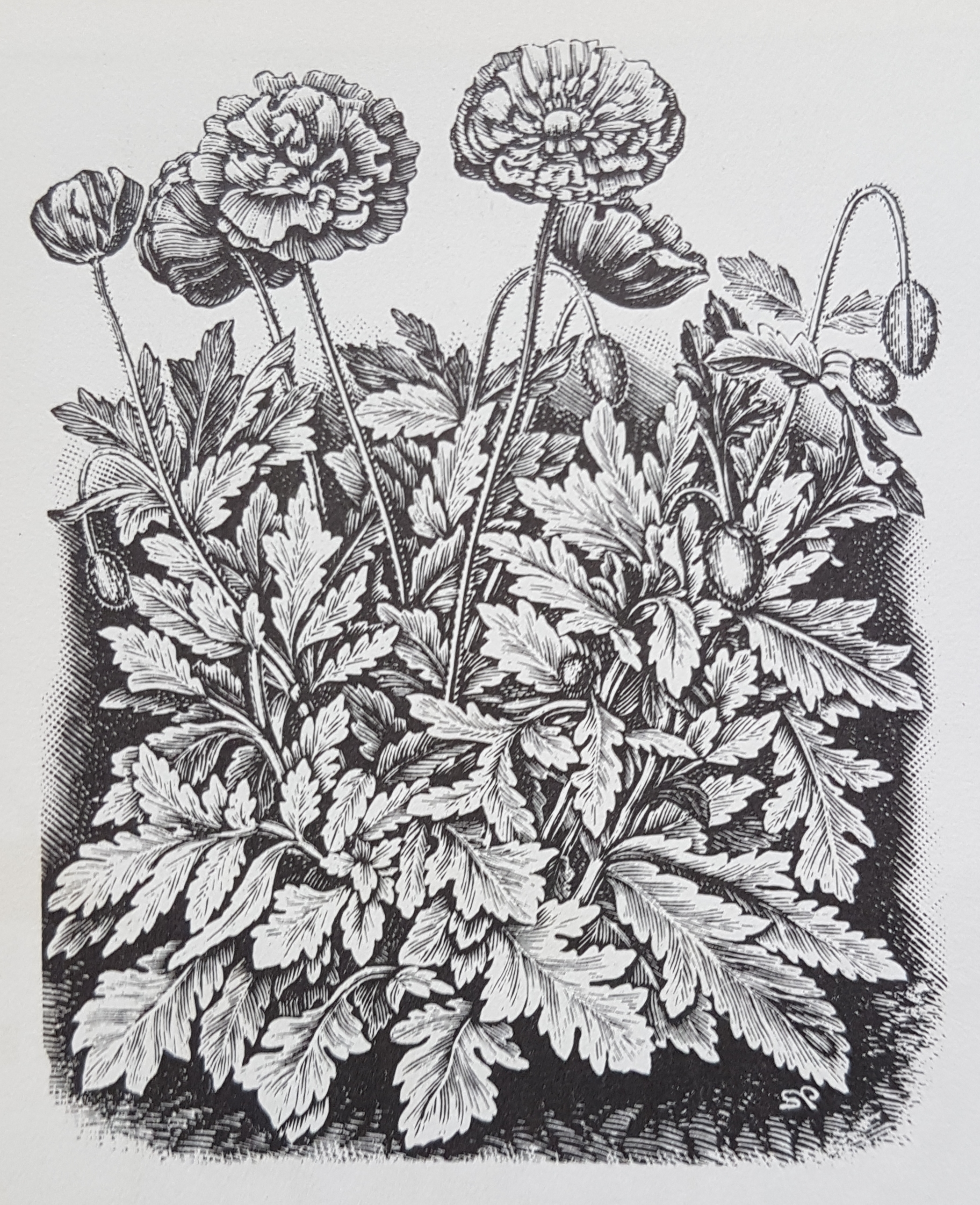
Blomsterdekor för trycksak
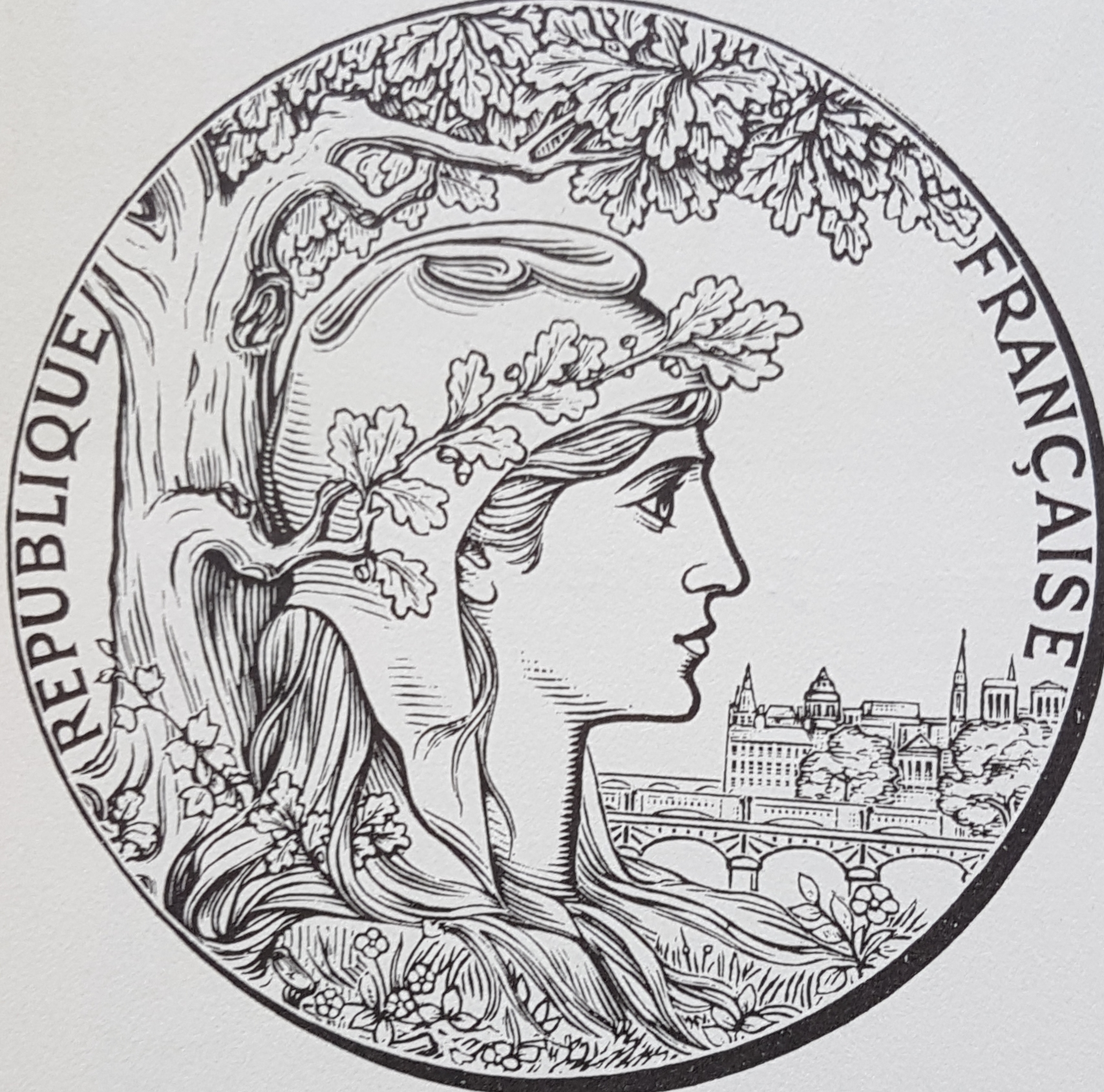
Medaljskiss för konstutställning